# La Paraula Cristiana
|  | Aquest article tracta sobre associació. Vegeu-ne altres significats a «La Paraula Cristiana (revista)». |

La Paraula Cristiana fou una associació creada a València el 1973, amb la finalitat de contribuir al foment de la vida cristiana en valencià.
Els seus estatuts foren aprovats per l'Arquebisbe de València el 30 de maig de 1973. El 10 de juliol del mateix any, l'Arquebisbat va donar conformitat a la primera Junta Directiva, formada per l'advocat Robert Moròder Molina, president; el periodista i escriptor Martí Domínguez Barberà, vicepresident; i el germà jesuïta Francesc de Borja Banyuls, secretari.
A més, de la ciutat de València, la Paraula Cristiana també es va implantar a poblacions com Sueca, Algemesí, Albalat de la Ribera, Gandia, Agullent i Betxí.
L'empresa més reeixida que va mampendre l'associació fou l'edició del Llibre del Poble de Déu. Missal dominical i festiu, edició de caràcter manual dels textos litúrgics en valencià per a l'Arxidiòcesi de València.
L'activitat de l'associació estava centrada, principalment, al camp litúrgic i recuperaren manifestacions tradicionals com el Cant de la Sibil·la, que s'interpreta la nit de Nadal durant la missa del Gall. Els diferents grups locals de l'associació celebraven cada any els Aplecs de l'Esperit Sant per celebrar la Pentecosta.
Des de l'any 1977 l'entitat publicava un butlletí que duu el mateix nom de l'associació, que a finals de 1978 passà a titular-se "Rent".